# 利曼戰役
利曼战役是2022年俄羅斯入侵烏克蘭期间在利曼發生的一场军事交战，是乌克兰东部攻势中2022年顿巴斯战役的一部分。第一次战役于2022年5月23日开始，俄军于当月27日占领该城。
2022年9月中旬开始，乌军在哈尔科夫反攻取胜后开始向此地发起进攻。9月30日，烏克蘭方面表示位於利曼的俄軍被烏軍包圍。乌军于10月1日由多个方向攻入利曼城内，此地俄军除一部经扎里奇內向克雷明納方向撤退外，均遭乌克兰武装部队消滅。俄羅斯国防部随即称为了“避免陷入包围”，宣佈俄军及其他親俄武裝放弃利曼的阵地並撤退。

## 背景
俄罗斯入侵一个月后，俄罗斯声称控制了卢甘斯克州93%的地区，烏克蘭在盧甘斯克州只剩下北頓涅茨克和利西昌斯克等的數個地方。俄羅斯軍隊在5月，接連於魯比日內戰役和波帕斯纳戰役中戰勝，並因此希望能也夺取北頓涅茨克。据报道，到4月6日，俄罗斯军队已经占领了鲁比日内市內6成的領土 ，炮弹和火箭“定期並持续地”落在北頓涅茨克市。第二天，乌军的第128山地突擊旅发动了攻势，据报道将俄军驱赶到距离克雷明纳約六至十公里的地方。据报道，俄罗斯军队于2022年5月12日完全占领了魯比日內和附近的小镇。
2022年5月中旬，利曼南部開展北顿涅茨河战役，俄方屢次试图渡过頓涅茨河，但都被乌方击退。俄軍在該戰鬥中的死伤，估计達400至485人。

## 第一次利曼战役

### 战斗
俄罗斯军队在利曼附近加强了进攻行动，并于5月23日取得了进展：他們对利曼北部发动攻击，并在该市控制了至少一部分。俄軍还加强了对阿夫迪伊夫卡的炮击，并利用他们先前占领诺沃塞利夫卡的机会，向阿夫迪伊夫卡推进，并成功控制通往斯洛維揚斯克的高速公路。翌日，俄軍加强了对市中心的攻击，开始了巷戰。在炮兵和航空兵的支持下，俄軍在5月25日向利曼市发起进攻，占领了该市约7成的领土。乌克兰军队撤退到该市南部的地方繼續抵抗，但亦有一些士兵在围攻期间投降。
5月26日下午，最后一批乌克兰军队為平民进行最后一次疏散，并为那些决定留守的平民留下补给。之後，他們從利曼撤离，摧毁了他们城裏最后剩下的一座桥。乌克兰总统顾问阿列斯托维奇表示該城已由俄軍控制，並與战争研究所的報道吻合。 
翌日，烏克蘭國防部卻反口声称該城仍處於戰鬥中，聲称他们的部队继续控制西南和东北部地区。其他乌克兰官员也承认，利曼的大部分地区，包括該市中心，已由俄方控制。英国此外也發佈了评估，認為該鎮截至5月27日，大多地区都已由俄方控制。5月27日至28日，親俄武裝和俄軍也分別宣布胜利 。5月30日，乌克兰军方承认，俄軍已在利曼集结，并准备向斯洛維揚斯克进攻。

### 影响
因利曼是鐵路轉運站，所以對俄軍标志着战略意义。同時，該勝利也间接加快了北顿涅茨克战役的进程，令大部分的烏軍都撤退至北顿涅茨河的右岸。該情況一直維持至2022年9月上旬。

## 第二次利曼战役
乌克兰武装部队在9月初的哈尔科夫反攻中取得胜利，将俄军逐出了巴拉克利亚-库皮扬斯克-伊久姆一线。包括俄第20集团军在内的部分俄军残部溃退至利曼一带，与俄方部署于此处的伪军部队一道开始防御该城。
9月3日，烏克蘭軍隊渡過頓涅茨河收復了奧澤爾內。9月5日，烏克蘭軍隊攻入舊卡拉萬。 9月10日，烏克蘭軍隊的武器和裝備已運抵利曼，同時烏軍在利曼郊区與俄軍交火。
9月中旬，乌克兰武装部队渡过北顿涅茨河开始袭击克雷明纳与利曼之间的俄军补给线，而另一路乌军则从利曼西侧渡过奥斯基尔河，从利曼西北侧开始对此区域的俄军展开攻击。至9月底，乌军在利曼西-西北同东南两方向上均取得进展。9月29日，战争研究所发布的评估认为俄利曼集团的数条后勤补给线路已被切断。

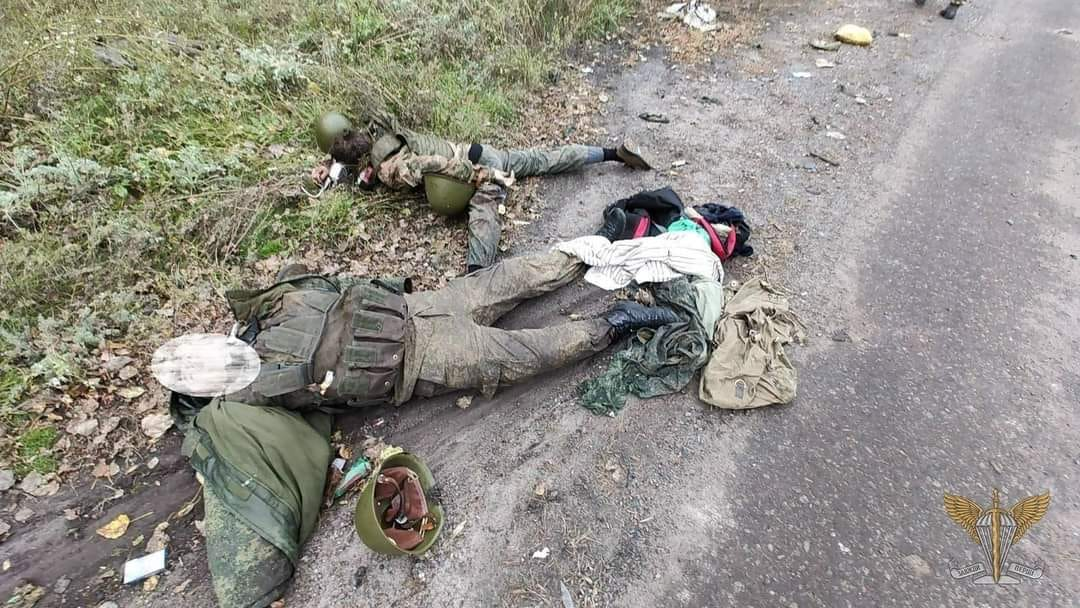
撤离利曼途中被打死的俄军士兵, 2022年10月1日

### 利曼之围

#### 南方
在收复奧澤爾內和舊卡拉萬之后，乌军继续攻打迪布羅瓦和布鲁西夫卡以巩固战果。9月17日，乌军收復了利曼西南6公里处的休羅韋。

#### 东方
乌克兰军队向利曼东南方向的扬皮尔推进。乌军也收復了卢甘斯克州的比洛霍里夫卡，不仅打破了俄军对卢甘斯克州的全面控制，而且为乌军对利曼的进攻打开了另一条通道。
9月27日，一些俄国军事博主声称，乌克兰侦察部队和破坏小组已经从比洛霍里夫卡及附近渡过了北顿涅茨河，穿越树林并在距利曼东北14公里的托爾斯凱和距利曼东南13公里的扬皮尔出现。
9月30日，乌军收復了揚皮爾。

#### 西方和西北方
9月28日，乌军第81旅和国民警卫队一起收復了诺沃塞利夫卡，并继续向利曼进军。

#### 北方
具体战况待补充。

### 影响
本次战役的胜利发生在普京宣布俄罗斯吞并乌克兰四个州之后仅仅一天之内，而利曼恰恰位于普京声称的“新俄罗斯”领土之内。车臣首脑卡德罗夫和瓦格纳集团負責人普里戈津均对撤退表示不满，并认为责任在于俄罗斯军队高层。而在战役层面，利曼是自哈尔科夫-伊久姆方向通往锡韦尔斯克、索萊達爾和巴赫穆特交战区一线乃至整个顿巴斯战区的重要铁路枢纽，同时其东北部和东部的公路分别通往斯瓦托韦和克雷明纳-鲁比日内方向，这几座城市都位于卢甘斯克州，且是通往其南部北顿涅茨克城市群的重要铁路枢纽。占领利曼使得乌军在接下来的军事行动中无论是继续防守锡韦尔斯克、索莱达尔和巴赫穆特防线还是向卢汉斯克州发动进一步的反击都能获得后勤补给方面的优势。而与此同时，清除这一区域的俄军也使得顿巴斯地区乌方重要的后勤节点斯洛维扬斯克能免遭俄军炮击，发挥更大作用。